# 데이미언 영
데이미언 영(영어: Damian Young, 1961년 10월 27일 ~ )은 미국의 배우이다. 넷플릭스 드라마 《하우스 오브 카드》에서 에이든 매켈런 역으로 출연했다.